# Filosofem
Filosofem är Burzums fjärde studioalbum, utgivet den 31 januari 1996. Albumtiteln kommer av den klassiska grekiskans φιλοσόφημα, som i sin tur härleds ur φιλοσοφέω, "filosofera". Albumet utgavs på CD, LP och kassettband. LP:n utgavs i flera olika färger samt som bildskiva.
En förkortad version av "Rundgang um die transzendentale Säule der Singularität" användes på soundtracket till Harmony Korines film Gummo.

## Låtförteckning
Alla låtar är skrivna och komponerade av Varg Vikernes. 
| Nr           | Titel                                                    | Längd |
| ------------ | -------------------------------------------------------- | ----- |
| 1.           | "Dunkelheit"                                             | 7:05  |
| 2.           | "Jesus' Tod"                                             | 8:39  |
| 3.           | "Erblicket die Töchter des Firmaments"                   | 7:53  |
| 4.           | "Gebrechlichkeit I"                                      | 7:53  |
| 5.           | "Rundgang um die transzendentale Säule der Singularität" | 25:11 |
| 6.           | "Gebrechlichkeit II"                                     | 7:53  |
| Total längd: | Total längd:                                             | 64:34 |

## Medverkande
- Count Grishnackh (Varg Vikernes) – sång, samtliga instrument, produktion